# Vili Treven
Vili Treven, slovenski politik, * 28. avgust 1952.
Med letoma 2010 in 2014 je bil župan Občine Trbovlje.

## Županske volitve leta 2010
Treven je kot kandidat treh političnih strank, SD, LDS in DeSUS, kandidiral na trboveljskih županskih volitvah leta 2010. Proti Mitji Rozini, kandidatu SNS, je zmagal z 0.04 % glasov.